# Ріаче
Ріаче (італ. Riace, сиц. Riaci) — муніципалітет в Італії, у регіоні Калабрія,  метрополійне місто Реджо-Калабрія‎.
Ріаче розташоване на відстані близько 520 км на південний схід від Рима, 55 км на південь від Катандзаро, 80 км на північний схід від Реджо-Калабрії.

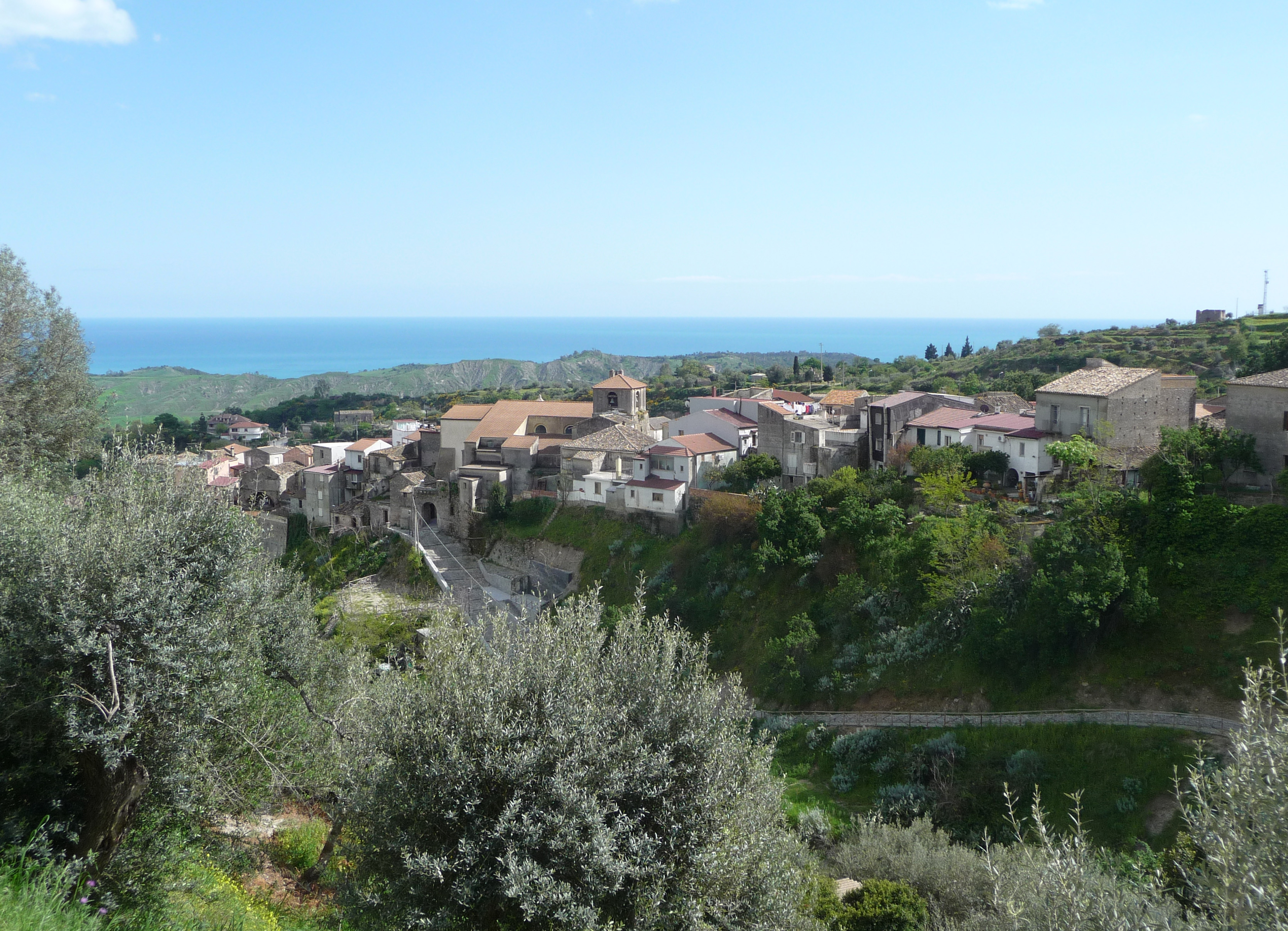

Населення — 2155 осіб (2014).
Покровитель — Santi Cosma e Damiano.

## Демографія
Населення за роками:

Станом на 1 січня 2023 року в муніципалітеті офіційно проживало 146 іноземців з 26 країн, серед них 16 громадян країн Євросоюзу та 3 громадяни України.

## Сусідні муніципалітети
- Каміні
- Стіньяно